# ستوى

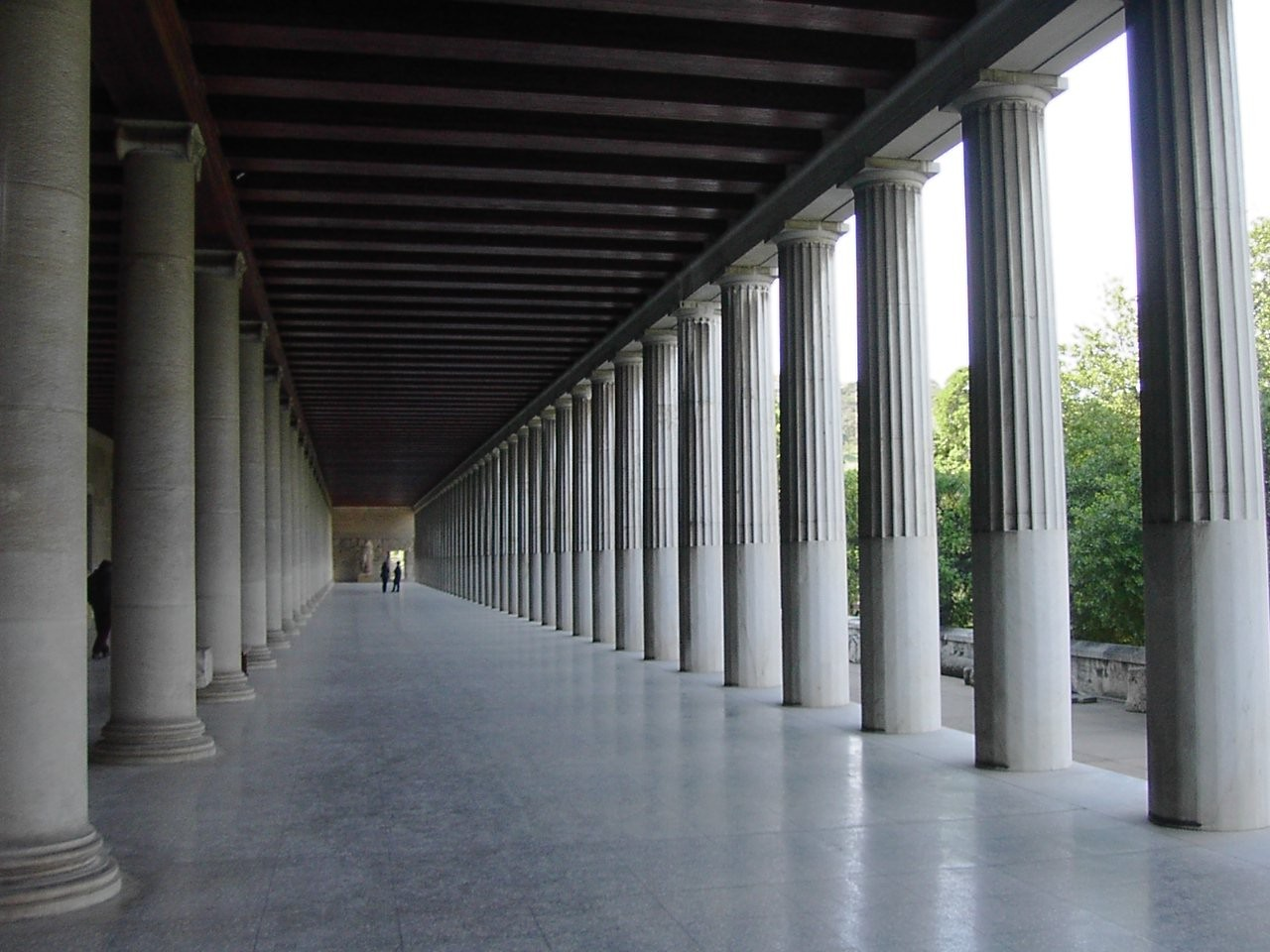
ستوى من بعد ترميمها في رواق أتالوس في أثينا.

سْتوَّى ( /ˈstoʊə/ ؛ تُجمَع، stoas،  stoai، أو stoae /ˈstoʊ.iː/  )، في العمارة اليونانية القديمة، هو ممر مغطى أو رواق للعامَّة غالباً. كانت الستوَّايات المُبكِّرة مفتوحة عند المدخل مع أعمدة، وعادةً من ترتيب دوريك. مع تحويط الستوَّى للمباني، كانت تُضفي بذلك جوًا آمنًا ومحيطًا عوضاً من أن يكون المبنى مكشوفاً.
تم بناء نماذج لاحقة بطابقين، ودُمجت الأعمدة الداخلية على الطراز الأيوني. حيث كان الطراز الذي توجد فيه المتاجر أو المكاتب في بعض الأحيان. هذه المباني كانت مفتوحة للجمهور. ويمكن للتجار بيع سلعهم فيها، أو للفنانين أن يعرضوا أعمالهم الفنية فيها وأحياناً تُعقَد تجمعات دينية وفلسفية. أحاطت الستوَّايات الأسواق أو أغورا المدن الكبيرة واستخدمت كجهاز تأطير. 
يُشتق اسم ستوا من مدرسة الفلسفة الرواقية «الستوية».

## ستوايات مشهورة

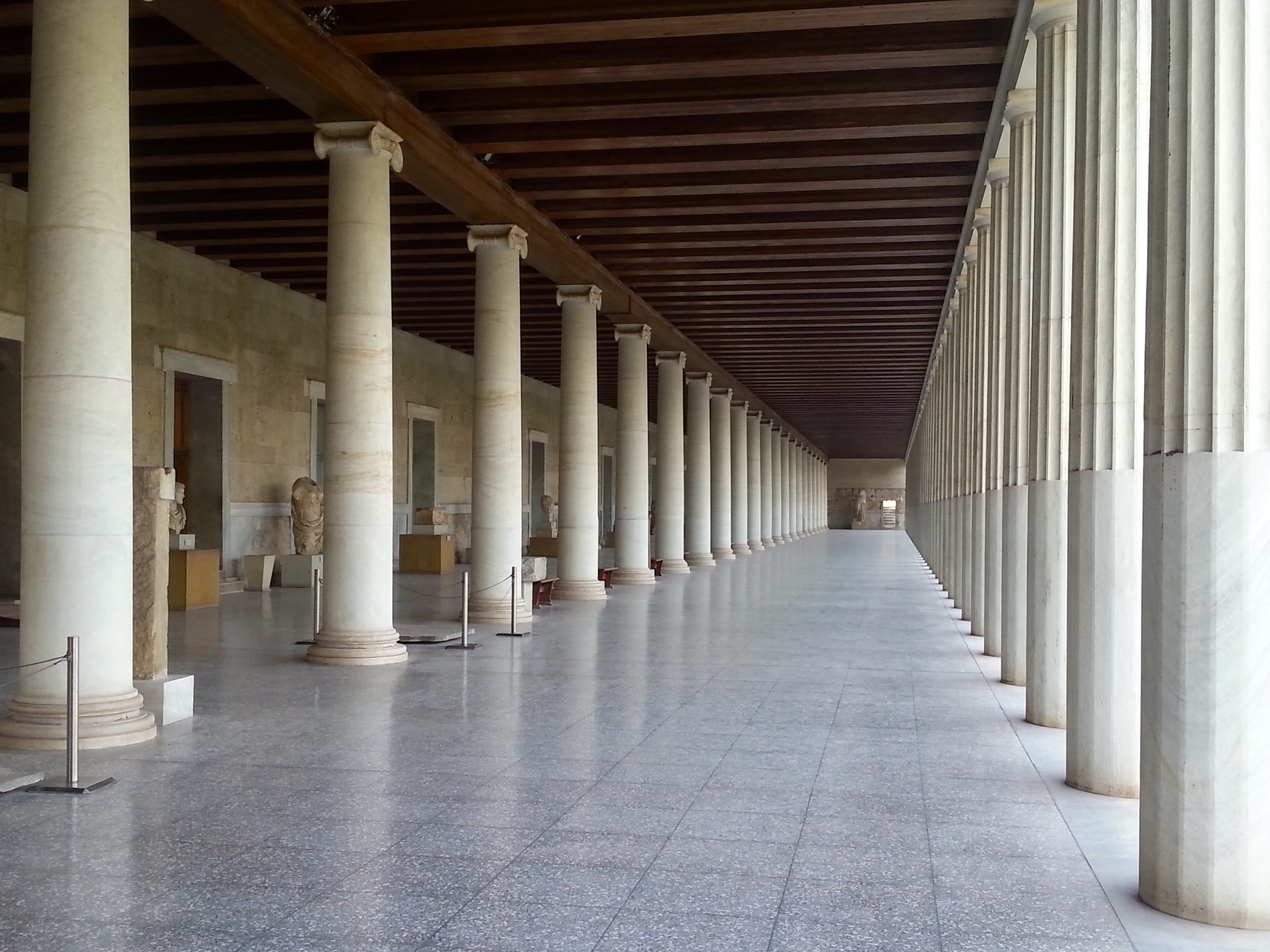
ستوا أتالوس، مع تماثيل الفلاسفة التاريخية.

- Stoa Poikile ، «الشرفة المطلية» ، والتي تأخذ منها الفلسفة الرواقية اسمها
- ستوا أتالوس
- ستوا باسيليوس (رويال ستوا )
- ستوا زيوس في أثينا
- ستوا أمفيريون
- ستوا الأثينيون
- المعبد الملكي لهيرودس

## روابط خارجية
- YASOU
- Chisholm, Hugh, ed. (1911). "Stoa" . Encyclopædia Britannica (بالإنجليزية) (11th ed.).